# Latigo
Latigo (engelska: Support Your Local Gunfighter) är en amerikansk westernkomedi från 1971 i regi av Burt Kennedy.

## Rollista i urval
- James Garner - Latigo Smith
- Suzanne Pleshette - Patience Barton
- Harry Morgan - Taylor Barton
- Jack Elam - Jug May
- John Dehner - överste Ames
- Marie Windsor - Goldie
- Joan Blondell - Jenny
- Ellen Corby - Abigail Ames
- Dub Taylor - Doc Schultz
- Kathleen Freeman - Mrs. Perkins
- Grady Sutton - butiksägaren